# Tagebau

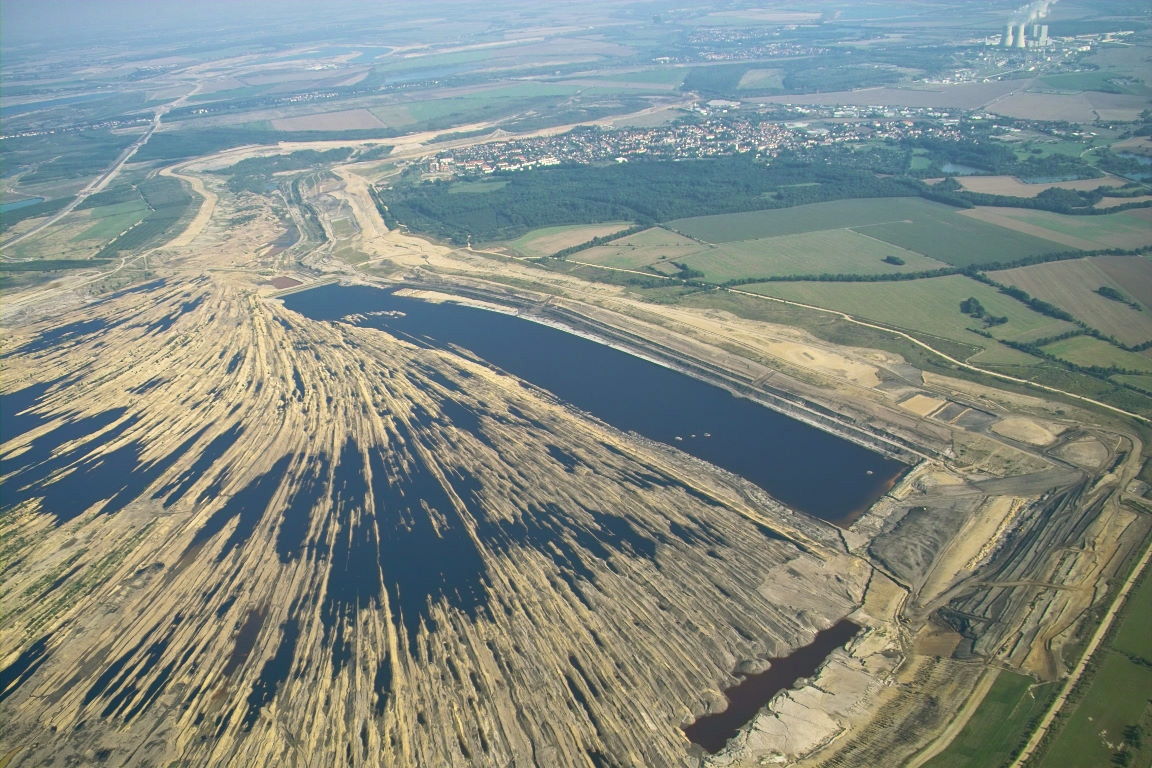
Stillgelegter Tagebau Zwenkau vor der Rekultivierung. Die Braunkohle wurde in Richtung gegen den Uhrzeigersinn abgebaut.

Tagebau (in Österreich und der Schweiz Tagbau) ist ein Oberbegriff aus dem Bergbau. Er bezeichnet die oberflächennahe Gewinnung von Bodenschätzen, im Gegensatz zum Abbau unter Tage in Schächten und/oder Stollen. Neben der Technik nennt man auch die Anlage bzw. den Ort einen Tagebau, an dem die Technik eingesetzt wird, wie z. B. Tagebau Hambach. Je nach Art des Vorkommens gibt es aber spezifischere Namen wie Sandgrube, Kiesgrube, Lehmkuhle oder Steinbruch.
Eine Sonderform des Tagebaus ist das in den amerikanischen Appalachen praktizierte Mountaintop removal mining, bei dem zunächst Bergkuppen gesprengt und abgetragen werden und anschließend die Rohstoffe im Tagebau abgebaut werden.
Die Gewinnung von Werksteinen im Tagebau lässt sich bis in die Steinzeit zurückverfolgen (Menhire).

## Technik

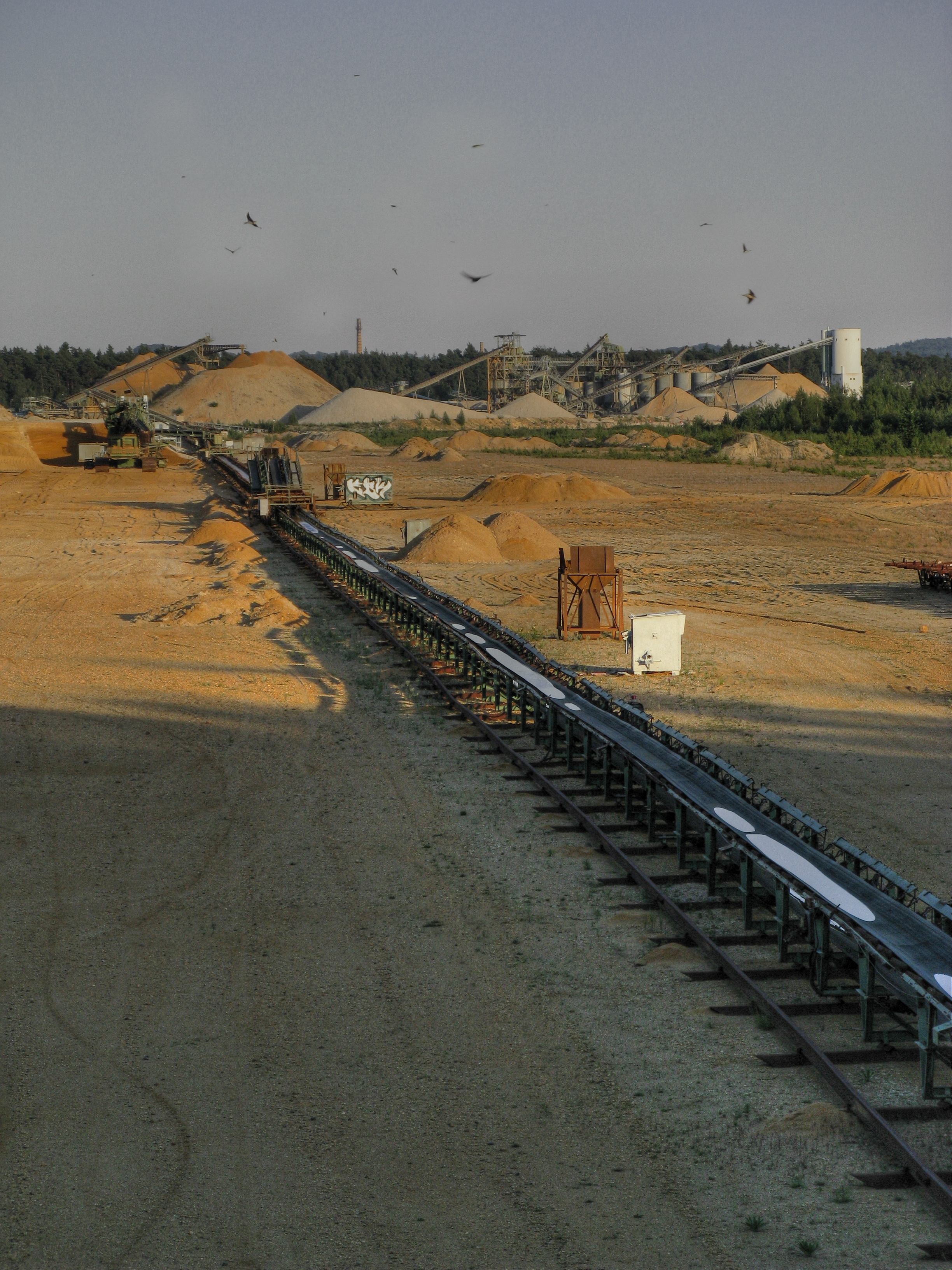
Kiestagebau in Ottendorf-Okrilla

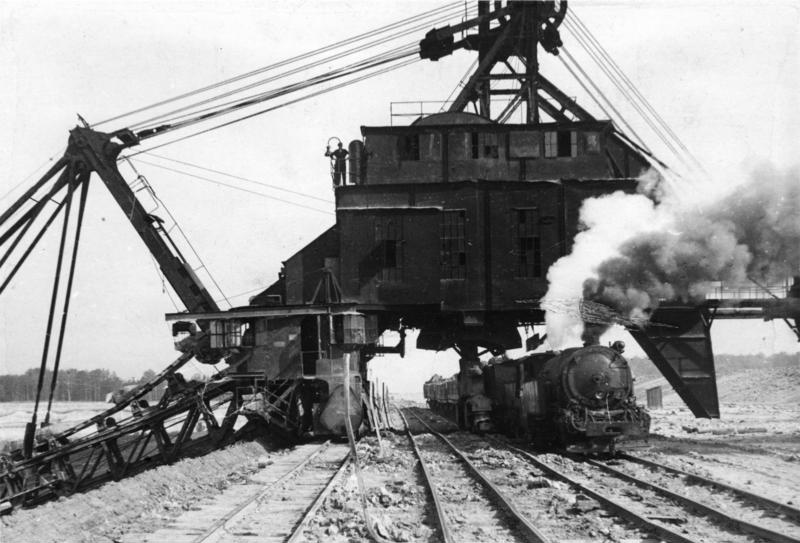
Eimerkettenbagger mit Zugbeladung im Braunkohletagebau Phoenix bei Altenburg im Jahr 1949

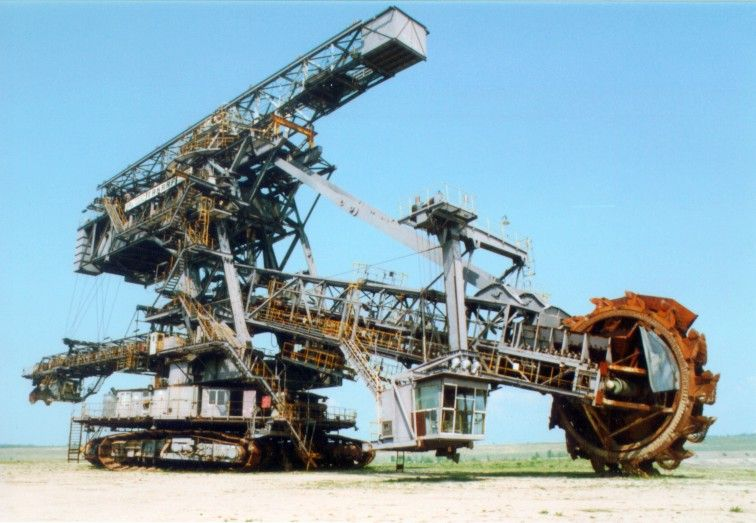
Schaufelradbagger

Als Tagebautechnik werden alle technischen Maßnahmen und Mittel zur Gewinnung von z. B. Erzen, Steinkohle, Braunkohle, Bernstein, Kiesen, Sanden und Festgesteinen verstanden. Braunkohle, Kiese und Sande werden trocken oder nass durch Ausbaggerung gewonnen, Festgesteine aus der Lagerstätte herausgesprengt oder herausgesägt. Die Gewinnung erfolgt durch die Kombination verschiedener Tagebaugeräte. Sie wird in kontinuierliche und diskontinuierliche Gewinnung unterteilt.
Für die kontinuierliche Gewinnung werden Mehrgefäßbagger eingesetzt. Zu diesen zählen Eimerketten- und Schaufelradbagger. In Deutschland haben sich zwei Gerätekombinationen durchgesetzt. Die Schaufelradbagger/Absetzer-Kombination und der Abraumförderbrückenverband. Im internationalen Bergbau finden sich auch Geräte, die durch Fräsen (Continuous Surface Miner) und Großbohrlöcher (Auger miner) das Wertmineral gewinnen. Die kontinuierliche Gewinnung erfordert eine ebenso kontinuierliche Förderung. Diese erfolgt heute hauptsächlich mit an die Förderkapazität der Gewinnungsgeräte angepassten Bandanlagen. Ein Transport per Strossengleis, wie er bis zum Ende des 20. Jahrhunderts noch teilweise üblich war, ist heute nur noch selten anzutreffen. In Deutschland wurde zuletzt der Braunkohletagebau Cottbus-Nord mit diesem System betrieben.
Bei der diskontinuierlichen Gewinnung werden Eingefäßbagger, Radlader und Flachbagger eingesetzt. Zu den Eingefäßbaggern zählen Hydraulikbagger, Seilbagger und Schürfkübelbagger (englisch Dragline). Unter Flachbaggern werden Planierraupen (Dozer), Scraper und Schürfkübelraupen verstanden. International werden groß dimensionierte Geräte mit hoher Förderleistung eingesetzt. In Deutschland rangieren diese Geräte eher im mittleren bis unteren Größenbereich. Als Transportgerät haben sich Schwerkraftwagen (SKW) und Dumper etabliert. Diese Fahrzeuge werden nach ihrem Gewicht unterschieden. Bis etwa 60 t Gesamtgewicht spricht man von Dumpern, darüber von SKW. Der größte SKW der Welt ist mit einem Gesamtgewicht von 810 t und einer Nutzlast von 450 t ist der BelAZ-75710.
Der Transportweg von festen Materialien endet immer an einem Vorbrecher. Dieser zerkleinert das gewonnene Material auf eine für die folgenden Prozesse nutzbare Korngröße. Die Größe der SKW und Dumper wird an die Ladegeräte Hydraulikbagger, Seilbagger und Radlader angepasst.

## Umweltauswirkungen
Wegen des Flächenbedarfs und der Einflüsse auf Landschaft und Grundwasser war und ist das Einrichten von Tagebauen oft umstritten. Zum Betrieb eines Tagebaus werden teilweise ganze Ortschaften umgesiedelt – siehe hierzu auch: Liste abgebaggerter Ortschaften.
Mit einem Tagebau, vor allem bei großflächigem und langjährigem Betrieb, geht zunächst eine einschneidende Landschaftsveränderung einher, da auch die Erdschichten oberhalb des zu fördernden Rohstoffes, das Deckgebirge, abgetragen werden. Das bedingt oft eine massive Absenkung des Grundwassers, welche sich auch auf die umliegenden Landschaften auswirkt. Durch die Absenkung des Grundwasserspiegels kann es in angrenzenden Regionen zu Absackungen des Erdreichs kommen, die Schäden an Gebäuden („Bergschaden“) verursachen können. Das abgepumpte Grundwasser wird meist in umliegende Flüsse eingeleitet oder zur Erhaltung von Feuchtgebieten in Tagebaunähe versickert. Ein nicht unerheblicher Teil des gehobenen Grundwassers wird im Tagebau als Lösch- und Brauchwasser verwendet.
2017 betrug der neu hinzugekommene Flächenverbrauch durch Tagebaue in Deutschland 2763 ha bzw. ca. 7,5 ha pro Tag. Von diesem Flächenverbrauch entfielen 4,2 ha auf den Abbau von Baumineralien, 2,1 ha auf Braunkohletagebaue, 1 ha auf den Torfabbau und 0,3 ha auf die Gewinnung von Industriemineralien.
Tagebaue sind auch für die Luftreinhaltung relevant. Von besonderer Bedeutung sind die luftgetragenen Stäube, die durch bergmännische Tätigkeiten, innerbetrieblichen Verkehr und Winderosion als diffuse Emissionen freigesetzt werden. So wurden in der Nähe des Braunkohletagebaus des Rheinischen Braunkohlereviers erhöhte PM10-Konzentrationen festgestellt. Darüber hinaus sind aber auch Verbrennungsabgase durch den innerbetrieblichen Werksverkehr und durch mit Verbrennungsmotoren betriebene Maschinen nicht zu vernachlässigen.
Während des laufenden Tagebaubetriebes dient der anfallende Abraum in der Regel auf der Kippenseite des entstandenen Loches zur Wiederverfüllung.

## Bergbaufolgelandschaft
Nach Beendigung des Abbaus erfolgt meist eine sogenannte Rekultivierung der Landschaft: Es werden land- und forstwirtschaftliche Flächen und/oder Naherholungsgebiete geschaffen. Aus rekultivierten Tagebauen entstehen häufig „Biotope aus zweiter Hand“, neue Seenlandschaften und Erholungsgebiete. Beispiele dafür sind der Geiseltalsee bei Merseburg, der Senftenberger See, das Leipziger Neuseenland, das Borkener Seenland in Nordhessen, der Blausteinsee bei Eschweiler und die Sophienhöhe bei Jülich sowie das Oberpfälzer Seenland.